# 鲁道夫·契伦
鲁道夫·契伦（瑞典語： 1864年6月13日—1922年11月14日），瑞典政治学家、地理学家、政治家，他创造了“地缘政治学”（geopolitics）一词。他的作品受到了弗里德里希·拉采尔的影响。契伦的国家理论有保守主义倾向，对世界各国有一定影响。